# 稳定分布
在概率论中，稳定分布（Stable distribution，又称为雷维偏阿尔法-稳定分布（Levy skew alpha-stable distribution））是一种连续概率分布，它是由保罗·皮埃尔·莱维发展起来的。在稳定分布中，独立同分布的随机变量之和及它们本身具有相同的分布。
更明確的說，如果{\displaystyle X_{1},X_{2}}為分布{\displaystyle X}之獨立隨機變量，令{\displaystyle Y=aX_{1}+bX_{2}+c}為{\displaystyle X_{1},X_{2}}的线性组合，若{\displaystyle Y}之分布滿足{\displaystyle dX+e}，則稱{\displaystyle X}為穩定分布。如果对于所有的{\displaystyle a}、{\displaystyle b}和{\displaystyle c}，{\displaystyle e=0}，則稱{\displaystyle X}為严格稳定。 
稳定分布被用作金融数据的分析。比如本華·曼德博发现棉花价格的变化服从稳定分布（{\displaystyle \alpha =1.7}）。

## 分布
一个稳定分布可以用尺度{\displaystyle c}、特性指数{\displaystyle \alpha }、移位{\displaystyle \mu }和偏度参数{\displaystyle \beta }来表示。
偏度参数必须位于区间[−1, 1]内。当它为零时，分布呈对称，可以称为雷維阿尔法对称稳定分布。指数{\displaystyle \alpha }必须位于区间(0, 2]内。 
稳定分布可以用它的特征函数{\displaystyle \varphi (t)}的连续傅里叶变换来定义：
{\displaystyle f(x;\alpha ,\beta ,c,\mu )={1 \over 2\pi }\int _{-\infty }^{+\infty }\varphi (t)e^{-itx}\,dt}
其中{\displaystyle \varphi (t)}可以表示为：
{\displaystyle \varphi (t)=\exp \left[~it\mu \!-\!|ct|^{\alpha }\,(1\!-\!i\beta \,{\textrm {sgn}}(t)\Phi )~\right]}
其中sgn(t) 是t  的符号，{\displaystyle \Phi } 表示为：
{\displaystyle \Phi =\tan(\pi \alpha /2)\,}
当{\displaystyle \alpha =1}时
{\displaystyle \Phi =-(2/\pi )\log |t|.\,}
{\displaystyle \mu }是移位参数，{\displaystyle \beta }衡量对称性。当{\displaystyle \beta }=0时，表示分布关于{\displaystyle \mu }对称。{\displaystyle c}是尺度因素，它衡量分布的宽度。{\displaystyle \alpha }是分布指数，表示当{\displaystyle \alpha <2}时分布的渐进行为。  
当{\displaystyle \alpha <2} 时的渐进行为可以表示为：
{\displaystyle f(x)\sim {\frac {\alpha c^{\alpha }(1+\beta )\sin(\pi \alpha /2)\Gamma (\alpha )/\pi }{|x|^{1+\alpha }}}}
其中Γ是伽马函数（除了当α<1和β=1或-1时，尾部向着左边或者右边消失）。这种“重尾”行为造成稳定分布的方差在{\displaystyle \alpha <2} 时无限大。

## 特例
{\displaystyle p(x)}的形式没有统一的方案，但是却存在三个特例： 
- 对于{\displaystyle \alpha =2}，分布缩减为正态分布（方差为{\displaystyle \sigma ^{2}=2c^{2}}，均值为{\displaystyle \mu }），穩定分佈是高狹峰的（leptokurtic）和重尾分布。
- 对于{\displaystyle \alpha =1}和{\displaystyle \beta =0}，分布缩减为柯西分布（尺度参数为{\displaystyle c}，移位参数为{\displaystyle \mu }）
- 对于{\displaystyle \alpha =1/2}和{\displaystyle \beta =1}，分布缩减为雷維分布（尺度参数为{\displaystyle c}，移位参数为{\displaystyle \mu }）

以上三个分布其实是相互关联的。一个标准的柯西随机变量可以被看成是高斯随机变量（所有均值为零）和一个标准雷维分布的方差的混合。

## 稳定性质
稳定分布拥有稳定性质，如果把{\displaystyle N}个阿尔法稳定变量{\displaystyle X_{i}}从以下分布中提出：
{\displaystyle X_{i}\sim f(x;\alpha ,\beta ,c,\mu )\,}
那么
{\displaystyle Y=\sum _{i=1}^{N}k_{i}(X_{i}-\mu )\,}
也像阿尔法稳定变量那样分布
{\displaystyle Y\sim {\frac {1}{s}}\,\,f(y/s;\alpha ,\beta ,c,0).\,}
其中：
{\displaystyle s=\left(\sum _{i=1}^{N}|k_{i}|^{\alpha }\right)^{1/\alpha }.\,}
这用特性函数的性质可以很容易证明。

## 广义中心极限定理
另外一个关于稳定分布的重要的性质是它们在中心极限定理中扮演的角色。中心极限定理阐明了随着有限方差的随机变量数量增长，它们的和的分布趋向正态分布。一个推广的理论指出随着服从以{\displaystyle 1/|x|^{\alpha +1}}递减的幂律尾分布（因此具有无限方差）的随机变量数量增长，它们的和的分布趋向稳定分布{\displaystyle f(x;\alpha ,0,c,0)} 。

## 级数表示法
稳定分布可以用更简单的积分来表示：
{\displaystyle f(x;\alpha ,\beta ,c,\mu )={\frac {1}{\pi }}\Re \left[\int _{0}^{\infty }e^{it(x-\mu )}e^{-(ct)^{\alpha }(1-i\beta \Phi )}\,dt\right]}
把第二部分用泰勒级数表示，我们有：
{\displaystyle f(x;\alpha ,\beta ,c,\mu )={\frac {1}{\pi }}\Re \left[\int _{0}^{\infty }e^{it(x-\mu )}\sum _{n=0}^{\infty }{\frac {(-qt^{\alpha })^{n}}{n!}}\right]}
其中{\displaystyle q=c^{\alpha }(1-i\beta \Phi )}
把积分和求和的顺序对调，然后进行积分，式子变成：
{\displaystyle f(x;\alpha ,\beta ,c,\mu )={\frac {1}{\pi }}\Re \left[\sum _{n=1}^{\infty }{\frac {(-q)^{n}}{n!}}\left({\frac {1}{i(x-\mu )}}\right)^{\alpha n+1}\Gamma (\alpha n+1)\right]}
（在{\displaystyle x\neq \mu }的情况下成立）